# Epipocus punctatus
Epipocus punctatus là một loài bọ cánh cứng trong họ Endomychidae. Loài này được LeConte miêu tả khoa học năm 1853.